# Bonchamp-lès-Laval
Bonchamp-lès-Laval ist eine französische Gemeinde mit 6294 Einwohnern (Stand: 1. Januar 2022) im Département Mayenne in der Region Pays de la Loire; sie gehört zum Arrondissement Laval und zum Kanton Bonchamp-lès-Laval. Die Einwohner werden Bonchampois und Bonchampoises genannt.

## Geographie
Durch die Gemeinde fließt die Jouanne im Osten, sowie das Flüsschen Quartier im Westen. Bonchamp-lès-Laval wird umgeben von den Nachbargemeinden Louverné im Norden, La Chapelle-Anthenaise und Argentré im Nordosten, Louvigné im Osten und Südosten, Parné-sur-Roc im Südosten und Süden, Forcé im Süden, Entrammes im Südwesten, Laval im Westen und Changé im Nordwesten.

## Geschichte
Zunächst wurde der Ort in Dokumenten aus dem 11. Jahrhundert als Malo Campo geführt. Erst ab 1241 tauchte die Bezeichnung Bono Campo auf.

## Bevölkerungsentwicklung
| Jahr      | 1962 | 1968 | 1975 | 1982 | 1990 | 1999 | 2006 | 2011 | 2019 |
| Einwohner | 815  | 1387 | 2235 | 3444 | 3832 | 4793 | 5381 | 5820 | 6137 |

## Sehenswürdigkeiten
- Schloss Poligné
- Kirche Saint-Blaise aus dem 11. Jahrhundert mit An- und Umbauten aus verschiedenen Jahrhunderten, seit 1994 als Monument historique eingeschrieben
- Kapelle La Cassine, Ruine aus dem 11. Jahrhundert, seit 1926 als Monument historique eingeschrieben
- Herrenhaus de la Grande-Courteille aus dem beginnenden 16. Jahrhundert

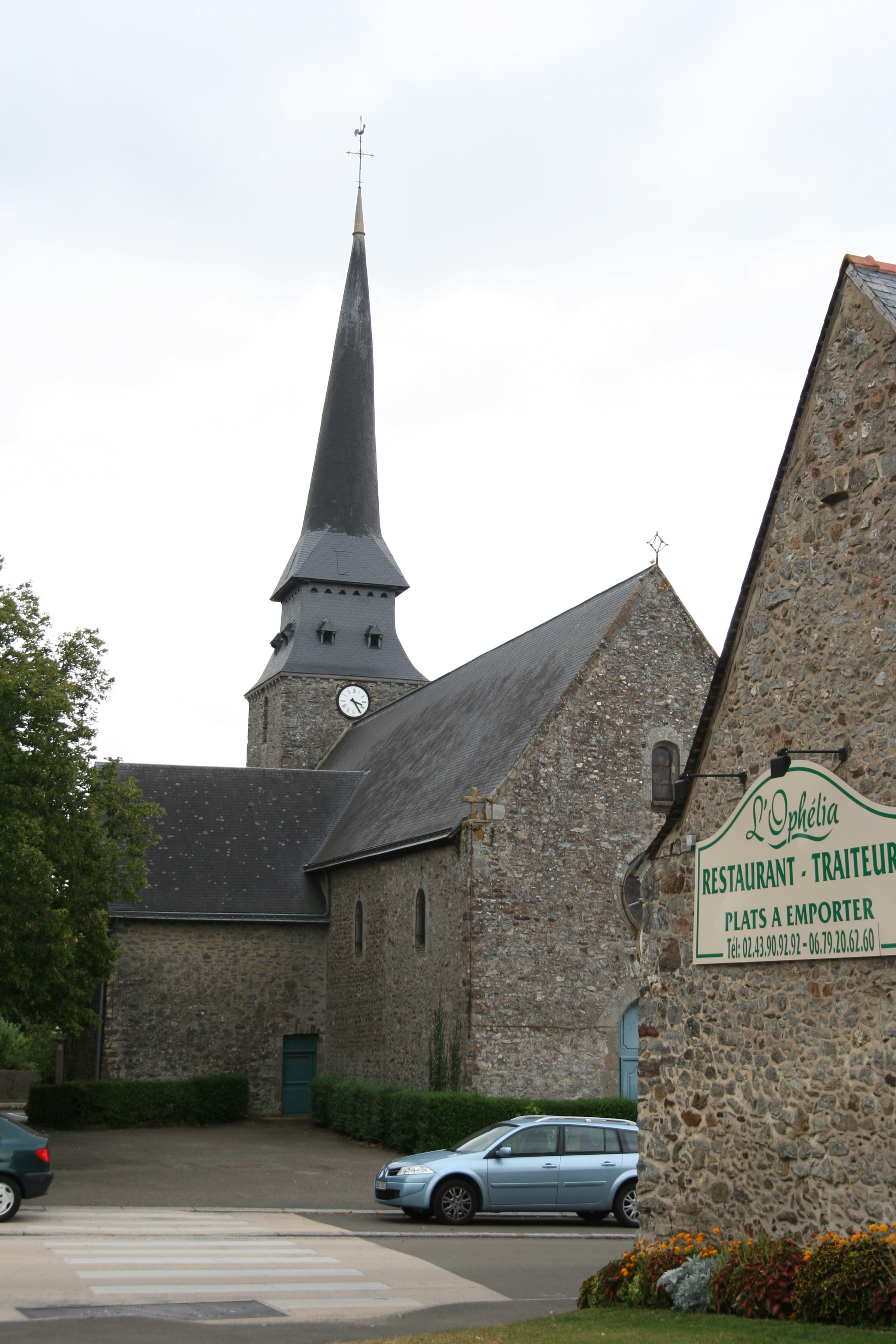
Kirche Saint-Blaise
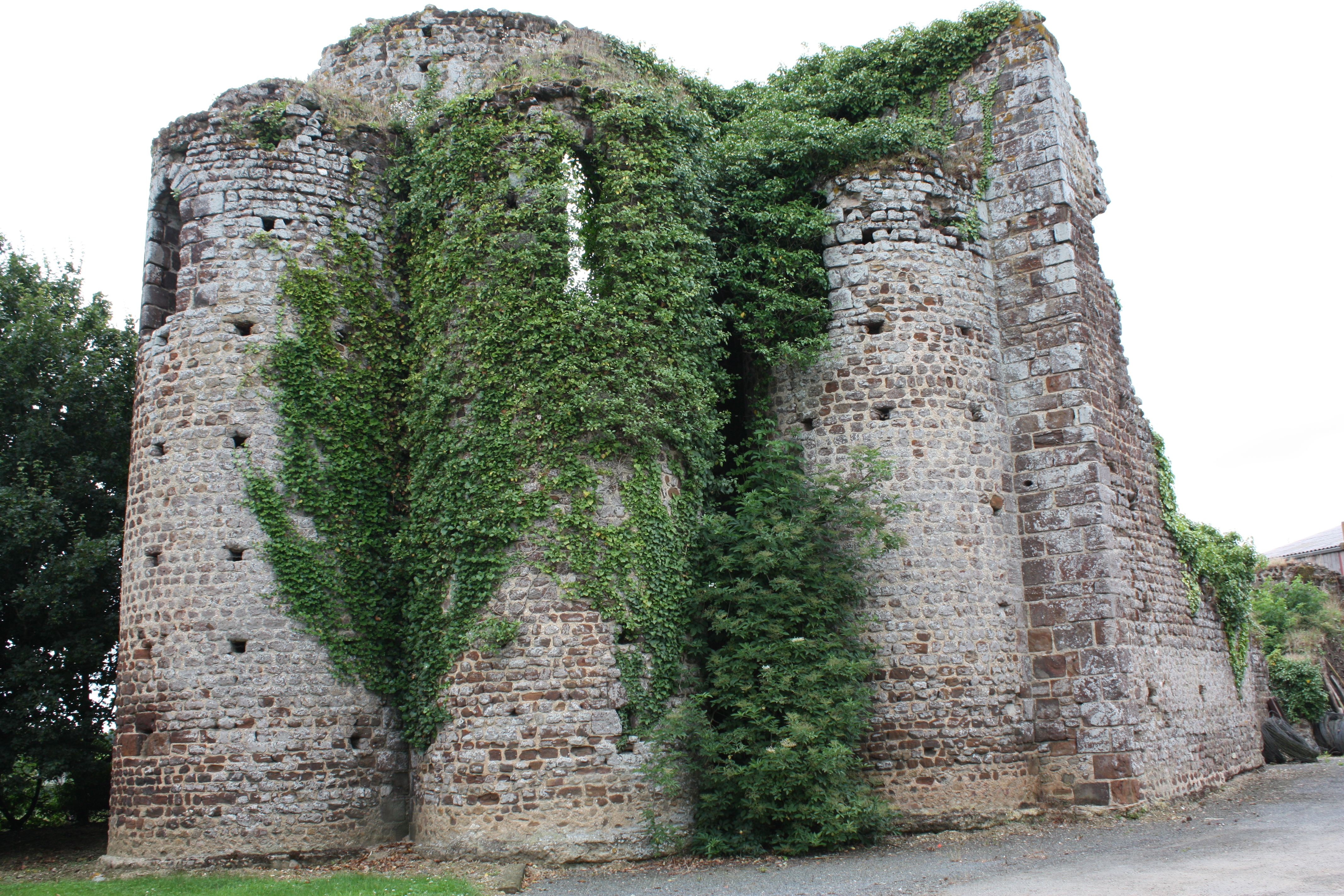
Kapelle La Cassine

## Gemeindepartnerschaft
Eine Partnerschaft besteht mit dem deutschen Markt Diedorf in Schwaben (Bayern) seit 1991.

## Persönlichkeiten
- Philippe Dalibard (* 1958), französischer Radrennfahrer, geboren in Bonchamp-lès-Laval